# Каменецкий, Игорь Сергеевич
И́горь Серге́евич Камене́цкий (2 февраля 1930, Самара — 2 мая 2014) — советский и российский археолог. кандидат исторических наук, профессор. Заведующий отделом теории и методики Института Археологии РАН.
Помимо научной деятельности, преподавал археологию в МГУКИ, на кафедре музейного дела и охраны памятников.

## Биография
В 1953—1954 годах работал в Ленинградском отделении ИИМК АН СССР.
В 1954—1957 годах — с.н.с. Таганрогского краеведческого музея.
С 1960 года — в Институте археологии РАН, в 1965 году защитил кандидатскую диссертацию «Население Нижнего Дона в I—III вв. н. э.».
В 1972—1977 годах — заведующий кабинетом формализации Лаборатории естественно-научных методов Института археологии; в 1994—2003 годах — заведующий Отделом теории и методики. Член редакционного совета журнала «Российская археология».

## Награды и звания
Награждён:
- медалью «Ветеран труда» (1987),
- медалью «50 лет победы в Великой Отечественной войне 1941—1945 гг.» (1995),
- медалью «В память 850-летия Москвы» (1997),
- медалью «В память 300-летия Санкт-Петербурга» (2003),
- медалью «60 лет снятия блокады Ленинграда» (2004),
- медалью «60 лет победы в Великой Отечественной войне 1941—1945 гг.» (2005),
- знаком «Жителю блокадного Ленинграда» (1991).

Звание Ветеран труда (1997).

## Научная деятельность
Археологические экспедиции: с 1949 по 1995 гг. (Нижнее Поволжье, Нижнее Подонье, Северный Кавказ).
Автор 95 научных работ, в том числе:
- Археологическая культура — её определение и интерпретация // Советская археология. 1970. № 2.
- К теории слоя // Статистико-комбинаторные методы в археологии. М., 1970.
- Анализ археологических источников (возможности формализованного подхода). М., 1975 (в соавторстве с Б. И. Маршаком и Я. А. Шером).
- Код для описания погребального обряда (часть вторая) // Археологические открытия на новостройках. Вып. 1. М., 1986.
- Античное влияние на керамику донских меотов // Античная цивилизация и варварский мир в Подонье — Приазовье. Новочеркасск, 1987.
- Городища донских меотов. М., 1993.
- Правила описания сосудов // Теория и прикладные методы в археологии. Саратов, 1994.
- О понятии «тип» в археологии // Теория и прикладные методы в археологии. Саратов, 1994.
- Памятники меотов. 05-01-01511а. ИА РАН, 2001.
- История изучения меотов. М., 2011.
- Культура археологическая : [арх. 21 октября 2022] / Каменецкий И. С. // Крещение Господне — Ласточковые. — М. : Большая российская энциклопедия, 2010. — С. 311. — (Большая российская энциклопедия : [в 35 т.] / гл. ред. Ю. С. Осипов ; 2004—2017, т. 16). — ISBN 978-5-85270-347-7.
- Анализ археологических источников (возможности формализованного подхода). 2-е изд. М., 2013 (в соавторстве с Б. И. Маршаком и Я. А. Шером).